# Еберхард I фон Хиршхорн
Еберхард I/Енгелхард I фон Хиршхорн (на немски: Eberhard I/Engelhard I von Hirschhorn; † 1361) е благородник от род Хиршхорн на Некар в Хесен, господар на Линденберг, пфандхер на Некарау, Щаркенбург, Бенсхайм, Хепенхайм и замък Рейнхаузен, господар на Бебенбург.

## Произход
Той е син на рицар Албрехт I фон Хиршхорн († пр. 1329) и съпругата му Кунигунда фон Лисберг († 1342), внучка на Херман I фон Лисберг († сл. 1266), дъщеря на Валтер I фон Лисберг († 1297) и Елизабет фон Батенберг († 1300), дъщеря на граф Видукинд II фон Батенберг († сл. 1291) и Елизабет фон Вайлнау († сл. 1291). Внук е на Йохан I фон Хиршхорн († сл. 1283) и Гертрауд (Герхус) фон Геминген († сл. 1304). Майка му се омъжва втори път 1342 г. за Еберхард III фон Разенберг († ок. 1363). Брат е на Йохан III фон Хиршхорн († сл. 1345), бургграф на Щаркенбург.
Фамилията фон Хиршхорн измира по мъжка линия през 1632 г.

## Фамилия
Еберхард I фон Хиршхорн се жени за Елизабет фон Шауенбург († сл. 1374), дъщеря на Хайнрих II фон Шауенбург († сл. 1315) и Маргарета фон Бебенбург. Те имат децата: 
- Енгелхард II фон Хиршхорн († 1383/1387), рицар, женен за шенка Маргарета фон Ербах († 20 май 1381/1383), дъщеря на Конрад III Шенк фон Ербах († 1363) и Ида фон Щайнах († 1341)
- Маргарета фон Хиршхорн († 15 юни 1380), омъжена пр. 13 март 1364 г. за Конрад V фон Бикенбах († 4 октомври 1393)
- Анна фон Хиршхорн († 1360/4 март 1368)
- Елза фон Хиршхорн († сл. 1376), омъжена пр. 6 март 1345 г. за Буркард V Щурмфедер фон Опенвайлер
- Елизабет фон Хиршхорн (* ок. 1318; † сл. 1376/1380), омъжена I. сл. 1335 г. за Херман IV фон Лизберг-Брахт, († 1355), II. пр. 23 юни 1362 г. за граф Салентин фон Сайн († 1392), III. за Буркард Щурмфедер († сл. 1376)
- Ханс IV фон Хиршхорн († сл. 1387), рицар